# La Almudena (metrostation)
La Almudena is een metrostation in het stadsdeel Ciudad Lineal van de Spaanse hoofdstad Madrid. Het station werd geopend op 11 maart 2011 en wordt bediend door lijn 2 van de metro van Madrid.